# Super Clásico 2015
La cuarta edición del superclásico se realizó el 26 de julio en el Estadio Nacional. El torneo fue organizado por la empresa RTM TV y contó con el patrocinio del Banco Popular. Por acuerdo entre los presidentes de los clubes, el ganador de la mencionada Copa obtuvo el derecho de cerrar en casa el Clásico Nacional del Torneo Invierno 2015. 
| 23    | POR   | Dexter Lewis      |     |
| 4     | DEF   | Kenner Gutiérrez  |     |
| 12    | DEF   | Jhonny Acosta     |     |
| 3     | DEF   | Porfirio López    |     |
| 15    | DEF   | Steve Garita      | 72' |
| 22    | MED   | Ronald Matarrita  |     |
| 13    | MED   | Luis Miguel Valle | 63' |
| 26    | MED   | Ariel Rodríguez   |     |
| 10    | MED   | Carlos Discua     | 80' |
| 8     | DEL   | Armando Alonso    | 63' |
| 9     | DEL   | Andrés Lezcano    | 76' |
| D. T. | D. T. | Hernán Torres     |     |

| 1     | POR   | Danny Carvajal       |     |
| 17    | DEF   | Irving Calderón      |     |
| 19    | DEF   | Keilor Soto          |     |
| 4     | DEF   | Andrés Imperiale     |     |
| 16    | DEF   | Sergio Córdoba Mejía |     |
| 8     | MED   | David Guzmán         |     |
| 15    | MED   | Deyver Vega          |     |
| 21    | MED   | Ulises Segura        | 68' |
| 11    | MED   | Marvin Angulo        | 86' |
| 20    | DEL   | Daniel Colindres     | 45' |
| 14    | DEL   | Ariel Rodríguez      | 57' |
| D. T. | D. T. | Ronald González      |     |

| 12 | MED | Camilo Aguirre    | 63' |
| 5  | MED | Cristian Oviedo   | 63' |
| 24 | DEF | Ariel Soto        | 72' |
| 7  | DEL | Alejandro Alpízar | 76' |
| 14 | MED | Ronald Matarrita  | 80' |

| 11 | MED | Luis Diego Cordero | 45' |
| 14 | DEL | Ariel Rodríguez    | 57' |
| 19 | DEL | David Ramírez      | 68' |
| 9  | DEL | Cristhian Lagos    | 86' |

| 20' · 49' · 52' | Ronald Matarrita Kenner Gutiérrez | 1:0 2:1 3:1 |

| 38' | Marvin Angulo | 1:1 |

| 53' · | Allen Guevara Johan Venegas Cristian Oviedo |

| 50' | Diego Madrigal |

| Otorgado · Otorgado otra vez · Expulsado · Expulsado · Otorgado · Otorgado otra vez · Expulsado | Francisco Calvo Jeaustin Campos Andrés Imperiale |

| Principal  | Ricardo Montero |
| Asistentes | Octavio Jara    |
|            | Warner Castro   |
| Cuarto     | Jeffrey Solís   |

| 23    | POR   | Dexter Lewis      |     |
| 4     | DEF   | Kenner Gutiérrez  |     |
| 12    | DEF   | Jhonny Acosta     |     |
| 3     | DEF   | Porfirio López    |     |
| 15    | DEF   | Steve Garita      | 72' |
| 22    | MED   | Ronald Matarrita  |     |
| 13    | MED   | Luis Miguel Valle | 63' |
| 26    | MED   | Ariel Rodríguez   |     |
| 10    | MED   | Carlos Discua     | 80' |
| 8     | DEL   | Armando Alonso    | 63' |
| 9     | DEL   | Andrés Lezcano    | 76' |
| D. T. | D. T. | Hernán Torres     |     |

| 1     | POR   | Danny Carvajal       |     |
| 17    | DEF   | Irving Calderón      |     |
| 19    | DEF   | Keilor Soto          |     |
| 4     | DEF   | Andrés Imperiale     |     |
| 16    | DEF   | Sergio Córdoba Mejía |     |
| 8     | MED   | David Guzmán         |     |
| 15    | MED   | Deyver Vega          |     |
| 21    | MED   | Ulises Segura        | 68' |
| 11    | MED   | Marvin Angulo        | 86' |
| 20    | DEL   | Daniel Colindres     | 45' |
| 14    | DEL   | Ariel Rodríguez      | 57' |
| D. T. | D. T. | Ronald González      |     |

| 12 | MED | Camilo Aguirre    | 63' |
| 5  | MED | Cristian Oviedo   | 63' |
| 24 | DEF | Ariel Soto        | 72' |
| 7  | DEL | Alejandro Alpízar | 76' |
| 14 | MED | Ronald Matarrita  | 80' |

| 11 | MED | Luis Diego Cordero | 45' |
| 14 | DEL | Ariel Rodríguez    | 57' |
| 19 | DEL | David Ramírez      | 68' |
| 9  | DEL | Cristhian Lagos    | 86' |

| 20' · 49' · 52' | Ronald Matarrita Kenner Gutiérrez | 1:0 2:1 3:1 |

| 38' | Marvin Angulo | 1:1 |

| 53' · | Allen Guevara Johan Venegas Cristian Oviedo |

| 50' | Diego Madrigal |

| Otorgado · Otorgado otra vez · Expulsado · Expulsado · Otorgado · Otorgado otra vez · Expulsado | Francisco Calvo Jeaustin Campos Andrés Imperiale |

| Principal  | Ricardo Montero |
| Asistentes | Octavio Jara    |
|            | Warner Castro   |
| Cuarto     | Jeffrey Solís   |

| 23    | POR   | Dexter Lewis      |     |
| 4     | DEF   | Kenner Gutiérrez  |     |
| 12    | DEF   | Jhonny Acosta     |     |
| 3     | DEF   | Porfirio López    |     |
| 15    | DEF   | Steve Garita      | 72' |
| 22    | MED   | Ronald Matarrita  |     |
| 13    | MED   | Luis Miguel Valle | 63' |
| 26    | MED   | Ariel Rodríguez   |     |
| 10    | MED   | Carlos Discua     | 80' |
| 8     | DEL   | Armando Alonso    | 63' |
| 9     | DEL   | Andrés Lezcano    | 76' |
| D. T. | D. T. | Hernán Torres     |     |

| 1     | POR   | Danny Carvajal       |     |
| 17    | DEF   | Irving Calderón      |     |
| 19    | DEF   | Keilor Soto          |     |
| 4     | DEF   | Andrés Imperiale     |     |
| 16    | DEF   | Sergio Córdoba Mejía |     |
| 8     | MED   | David Guzmán         |     |
| 15    | MED   | Deyver Vega          |     |
| 21    | MED   | Ulises Segura        | 68' |
| 11    | MED   | Marvin Angulo        | 86' |
| 20    | DEL   | Daniel Colindres     | 45' |
| 14    | DEL   | Ariel Rodríguez      | 57' |
| D. T. | D. T. | Ronald González      |     |

| 12 | MED | Camilo Aguirre    | 63' |
| 5  | MED | Cristian Oviedo   | 63' |
| 24 | DEF | Ariel Soto        | 72' |
| 7  | DEL | Alejandro Alpízar | 76' |
| 14 | MED | Ronald Matarrita  | 80' |

| 11 | MED | Luis Diego Cordero | 45' |
| 14 | DEL | Ariel Rodríguez    | 57' |
| 19 | DEL | David Ramírez      | 68' |
| 9  | DEL | Cristhian Lagos    | 86' |

| 20' · 49' · 52' | Ronald Matarrita Kenner Gutiérrez | 1:0 2:1 3:1 |

| 38' | Marvin Angulo | 1:1 |

| 53' · | Allen Guevara Johan Venegas Cristian Oviedo |

| 50' | Diego Madrigal |

| Otorgado · Otorgado otra vez · Expulsado · Expulsado · Otorgado · Otorgado otra vez · Expulsado | Francisco Calvo Jeaustin Campos Andrés Imperiale |

| Principal  | Ricardo Montero |
| Asistentes | Octavio Jara    |
|            | Warner Castro   |
| Cuarto     | Jeffrey Solís   |

| 23    | POR   | Dexter Lewis      |     |
| 4     | DEF   | Kenner Gutiérrez  |     |
| 12    | DEF   | Jhonny Acosta     |     |
| 3     | DEF   | Porfirio López    |     |
| 15    | DEF   | Steve Garita      | 72' |
| 22    | MED   | Ronald Matarrita  |     |
| 13    | MED   | Luis Miguel Valle | 63' |
| 26    | MED   | Ariel Rodríguez   |     |
| 10    | MED   | Carlos Discua     | 80' |
| 8     | DEL   | Armando Alonso    | 63' |
| 9     | DEL   | Andrés Lezcano    | 76' |
| D. T. | D. T. | Hernán Torres     |     |

| 1     | POR   | Danny Carvajal       |     |
| 17    | DEF   | Irving Calderón      |     |
| 19    | DEF   | Keilor Soto          |     |
| 4     | DEF   | Andrés Imperiale     |     |
| 16    | DEF   | Sergio Córdoba Mejía |     |
| 8     | MED   | David Guzmán         |     |
| 15    | MED   | Deyver Vega          |     |
| 21    | MED   | Ulises Segura        | 68' |
| 11    | MED   | Marvin Angulo        | 86' |
| 20    | DEL   | Daniel Colindres     | 45' |
| 14    | DEL   | Ariel Rodríguez      | 57' |
| D. T. | D. T. | Ronald González      |     |

| 12 | MED | Camilo Aguirre    | 63' |
| 5  | MED | Cristian Oviedo   | 63' |
| 24 | DEF | Ariel Soto        | 72' |
| 7  | DEL | Alejandro Alpízar | 76' |
| 14 | MED | Ronald Matarrita  | 80' |

| 11 | MED | Luis Diego Cordero | 45' |
| 14 | DEL | Ariel Rodríguez    | 57' |
| 19 | DEL | David Ramírez      | 68' |
| 9  | DEL | Cristhian Lagos    | 86' |

| 20' · 49' · 52' | Ronald Matarrita Kenner Gutiérrez | 1:0 2:1 3:1 |

| 38' | Marvin Angulo | 1:1 |

| 53' · | Allen Guevara Johan Venegas Cristian Oviedo |

| 50' | Diego Madrigal |

| Otorgado · Otorgado otra vez · Expulsado · Expulsado · Otorgado · Otorgado otra vez · Expulsado | Francisco Calvo Jeaustin Campos Andrés Imperiale |

| Principal  | Ricardo Montero |
| Asistentes | Octavio Jara    |
|            | Warner Castro   |
| Cuarto     | Jeffrey Solís   |

| Campeón Liga Deportiva Alajuelense Campeonato #4 |